# Allophylopsis scutellata
Allophylopsis scutellata är en tvåvingeart som först beskrevs av Frederick Wollaston Hutton 1901.  Allophylopsis scutellata ingår i släktet Allophylopsis och familjen myllflugor. Inga underarter finns listade i Catalogue of Life.